# Sarkath Hans gravvalv
Sarkath Hans gravvalv är ett äventyr till rollspelet Drakar och Demoner, utgivet 1984. Äventyret var en översättning från ett originaläventyr av Steve Perrin och är ansett som ett av de sämsta äventyr som gjorts till Drakar och Demoner.
Äventyret börjar med att rollpersonerna får möjligheten att köpa en skattkarta på ett värdshus som leder till en skatt. Resterande delen av äventyret går ut på att hitta skatten och döda ett antal monster.
Äventyret gavs ut 1984 och medföljde den andra utgåvan av Drakar och Demoner.